# Raoul V Le Flamenc
 (mars 2012).
Raoul V de Flamenc (fl. dernière moitié du XIIIe siècle), est un baron picard, maréchal de France. 

## Biographie
Raoul est le fils de Raoul IV Le Flamenc, seigneur de Cany, Varesnes, Beaulincourt, et de Marie.
Il prend part à la Septième croisade.
Il participe à la croisade d'Aragon du roi Philippe le Hardi en 1285. Il est qualifié de maréchal de France. Il exerce cette charge avec Jean II d'Harcourt en 1287, ainsi qu’en fait foi un état de la maison du roi Philippe le Bel.

## Descendance
Raoul V Le Flamenc se marie avec Helvide de Conflans, fille d'Eustache II, seigneur de Conflans et de Mareuil, et d'Helvide de Thourotte. Il aurait épousé ensuite Jeanne de Chaumont. Il a six enfants pour descendance connue, dont :
- Raoul VI, qui meurt très jeune à la bataille des éperons d'or, en 1302[4],[5]

## Sources
- Père Anselme, Histoire généalogique et chronologique de la maison royale de France, des pairs, grands officiers de la couronne & de la maison du Roy, & des anciens barons du royaume, Volume 6, 1730.